# Macromitrium dusenii
Macromitrium dusenii är en bladmossart som beskrevs av C. Müller och Brotherus 1897. Macromitrium dusenii ingår i släktet Macromitrium och familjen Orthotrichaceae. Inga underarter finns listade i Catalogue of Life.